# Paweł Frelik
Paweł Tomasz Frelik (ur. 29 maja 1969) – polski amerykanista i tłumacz, wykładowca akademicki, a także autor tekstów, publicysta i dziennikarz. Studiował w Instytucie Anglistyki Uniwersytetu Marii Curie-Skłodowskiej w Lublinie (UMCS), gdzie w roku 1994 uzyskał stopień magistra, a w 2002 stopień doktora. Od 2002 do 2015 roku pełnił funkcję adiunkta w Zakładzie Literatury i Kultury Amerykańskiej UMCS. Stypendysta Fulbrighta na Uniwersytecie Kalifornijskim w Riverside (2011–2012). Od 2008 roku wykłada w Ośrodku Studiów Amerykańskich (OSA) Uniwersytetu Warszawskiego. Od 2018 profesor w Ośrodku Studiów Amerykańskich Uniwersytetu Warszawskiego.
Od października 2012 prezes stowarzyszenia Science Fiction Research Association (SFRA). Członek zarządu Polskiego Towarzystwa Studiów Amerykanistycznych. W latach 2007–2014 redaktor naczelny działu literatury i kultury European Journal of American Studies oraz członek rad redakcyjnych Science Fiction Studies, Extrapolation oraz Journal of Gaming and Virtual Worlds.
Pod koniec lat 80., za sprawą menedżera muzycznego Mariusza Kmiołka, Frelik poznał lidera zespołu Vader – Piotra „Petera” Wiwczarka, z którym nawiązał współpracę. Efektem był tekst autorstwa Frelika, który ukazał się na wydanym w 1995 roku drugim albumie formacji pt. De Profundis. W latach późniejszych jego teksty znalazły się na kolejnych płytach grupy w tym takich jak: Black to the Blind (1997), Kingdom (EP, 1998), Litany (2000), Revelations (2002), Blood (EP, 2003), The Beast (2004) oraz Impressions in Blood (2006). W swej twórczości odwoływał się głównie do Magii chaosu, a także szeroko pojętego okultyzmu. W latach 1992–2006 był zastępcą redaktora naczelnego czasopisma muzycznego Thrash'em All. Publikował także na łamach tygodnika Polityka oraz czasopisma ezoterycznego Hermaion.

## Publikacje
- Jerzy Durczak, Paweł Frelik, American portraits and self-portraits, UMCS, 2002, ISBN 978-83-227-1958-9
- Phil Hine, tłumaczenie: Paweł Frelik, Dariusz Misiuna, Magia chaosu, Okultura, 2005, ISBN 978-83-88922-08-4
- Paweł Frelik, David Mead, Playing the Universe, UMCS, 2007, ISBN 978-83-227-2656-3
- Dariusz Misiuna, tłumaczenie: Paweł Frelik, Marta Szuplewska, Justyna Bekesińska, ChaosMOS.PL, Okultura, 2009, ISBN 978-83-88922-22-0
- Jerzy Durczak, Paweł Frelik, (Mis) Reading America, Universitas, 2011, ISBN 978-83-242-1372-6